# Antolich Imre
Antolich Imre (Nevinac, 1801. – Petrinya, 1853. november 25.), horvátul: Mirko vagy Imbro Antolić, katona, nyelvtanár.

## Élete
Császári és királyi főhadnagy volt a II. tábori vadászzászlóaljban, később a károlyvárosi határőrség német főiskolájának tanára 1848-ig. Különösen a horvát nyelv oktatásában szerzett érdemeket.

## Munkái
- Leitfaden zur Verfassung von Meldungen und Rapporten von Unteroffizieren. Güns, 1837.
- Uebersetzung der im zweiten Theile der für die 3. u. 4. Klasse an Normal- und Hauptschulen… über die Regeln der Rechtschreibung. Karlstadt, 1838. (2. átdolgozott kiadása 1846. ugyanott.)
- Abecedar. Karlovicz. 1846. (Ábécéskönyv.)
- Male pripovesti… Uo. 1846. (Rövid elbeszélések a horvát olvasásban való gyakorlás végett 2. kiadás. Zágráb, 1851.)